# De geboorte van Christus (Cranach de Oude)
De geboorte van Christus (Duits: Geburt Christi) is een schilderij van Lucas Cranach de Oude dat hij tussen 1515 en 1520 maakte. Sinds 1917 maakt het deel uit van de collectie van de Gemäldegalerie Alte Meister in Dresden. 

## Voorstelling
Op het schilderij is een nachtelijk tafereel te zien met Maria die zich in gebed over haar zoon buigt. Jozef staat boven hen met een kaars in zijn hand. Jezus is echter de belangrijkste lichtbron. Het hooi van de kribbe vormt een stralenkrans om het jonge kind, dat wordt omringd door gevleugelde cherubijnen. Zijn moeder heeft een bescheiden aureool dat er vergelijkbaar uitziet. De os en de ezel maken de kring rond de kribbe compleet. Linksboven in het schilderij brengt Gabriel de boodschap over de geboorte van Christus aan drie herders in het veld. Dezelfde herders staan achter een hek aan de rechterkant van het schilderij en kijken naar de Heilige Familie.
Het schilderij werd geschilderd rond de tijd dat Maarten Luther voor het eerst sprak over het licht van de evangeliën en de kaars gebruikte als metafoor voor de openbaring. Bij zijn werk om de Bijbel te vertalen en zijn boodschap te verspreiden, huurde hij Cranach in om illustraties te maken. Op veel van die afbeeldingen was een kaars te zien. De scène van het schilderij is in vereenvoudigde vorm te zien in een van Cranachs houtsneden voor Luthers Passional Christi und Antichristi.
In de kring rond Geertgen tot Sint Jans ontstonden aan het einde van de vijftiende eeuw sobere Andachtsbilder met nachtelijke voorstellingen van de geboorte van Christus. Op zijn schilderij ziet Cranach ook af van alle versiering, van de stal en het landschap is nauwelijks iets te zien. De schilder demonstreert zijn vermogen om het goddelijke licht en de duisternis subtiel en vol variatie weer te geven.

## Herkomst
Het schilderij maakte deel uit van de collectie van de jurist en kunstverzamelaar Richard von Kaufmann uit Berlijn. In 1917 kocht het museum het op een veiling van zijn nalatenschap voor 34.800 mark. Het schilderij werd in 1945 door de Sovjet-Unie opgeëist en in 1955 aan het museum teruggegeven.

## Afbeeldingen

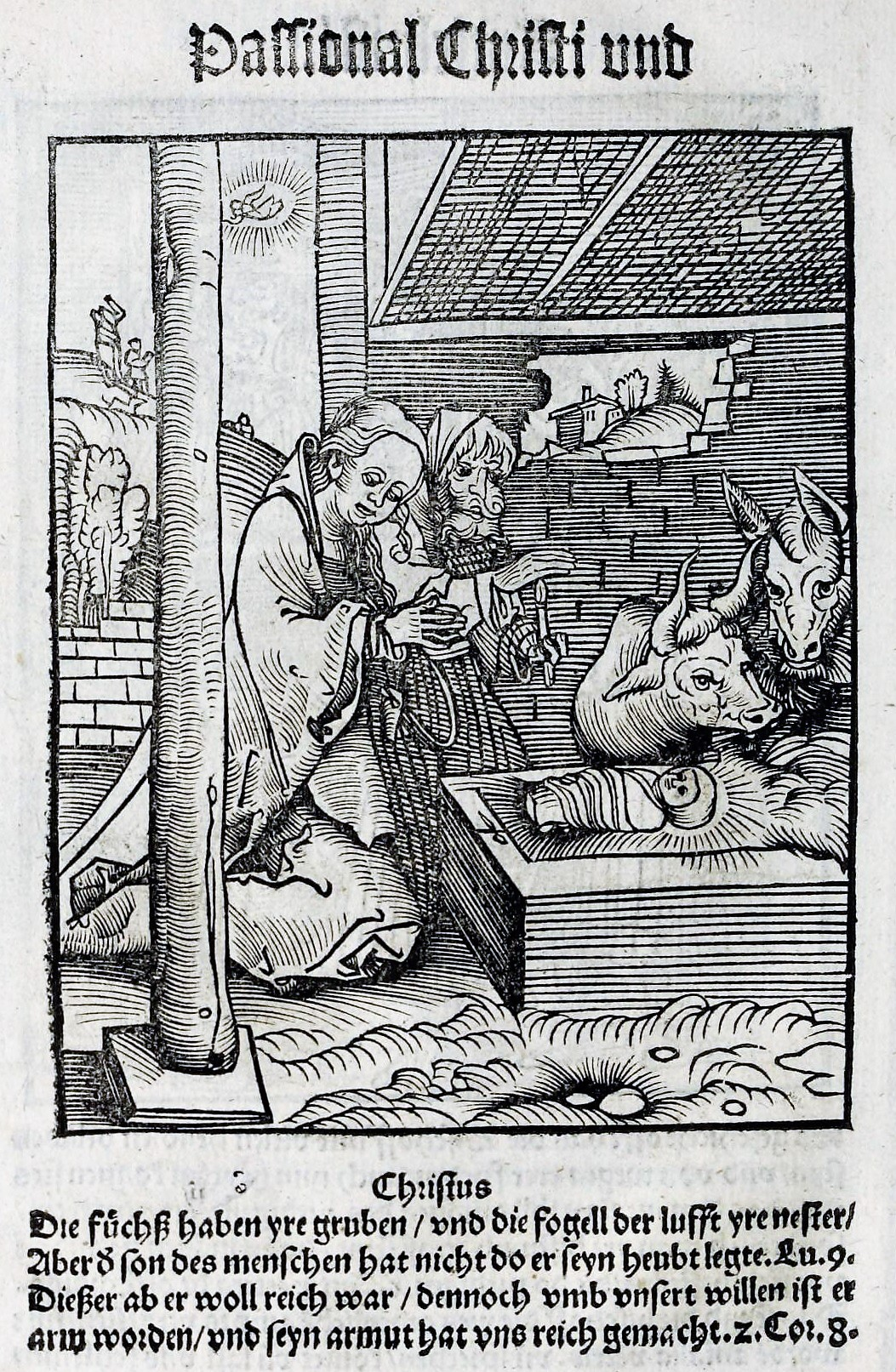
Houtsnede uit Passional Christi und Antichristi
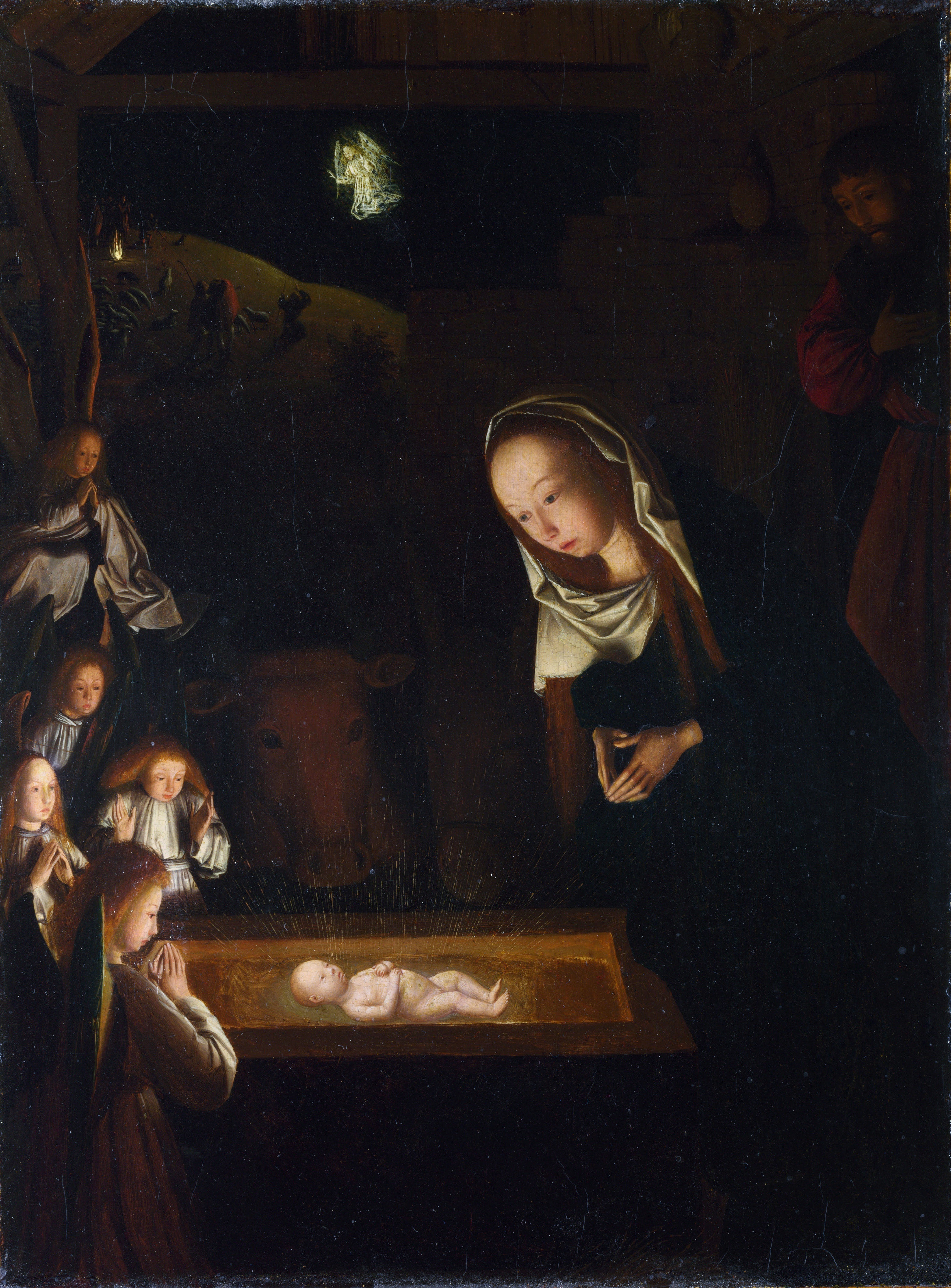
Geboorte van Christus - Geertgen tot Sint Jans